# Ýolöten
Ýolöten (russisch Ёлётен, Joljoten) ist eine Stadt in der turkmenischen Provinz Mary und Hauptstadt des gleichnamigen Distrikts Ýolöten. Gemäß einer Schätzung aus dem Jahr 2013 beträgt die Einwohnerzahl 32.706, womit Ýolöten die zwölftgrößte Stadt in Turkmenistan ist.

## Lage

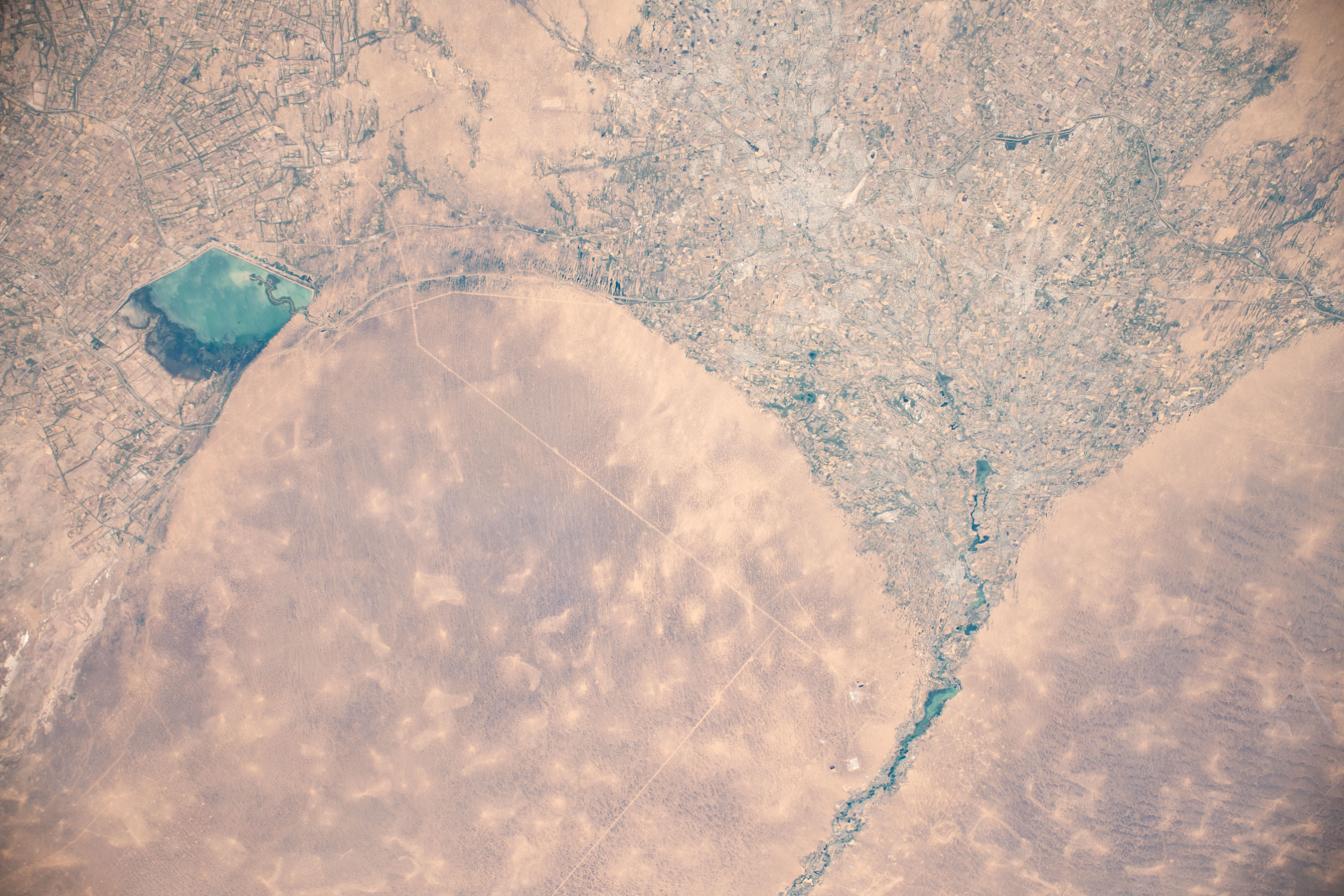
Bild des Binnendeltas des Murgab von der Internationalen Raumstation

Die Stadt liegt im Südosten Turkmenistans am Fluss Murgab, circa 400 Kilometer östlich der turkmenischen Hauptstadt Aşgabat. Auf Grund der insgesamt von der Wüste Karakum geprägten, lebensfeindlichen Landschaft in der Region lebt ein Großteil der Bevölkerung an den Ufern des Murgabs. Auch die Provinzhauptstadt Mary liegt am Murgab, circa 40 Kilometer nordwestlich von Ýolöten. In Ýolöten verändert sich der Verlauf des Murgabs, der sich hier zu einem breiten Binnendelta auffächert, das sich im Nordwesten von Ýolöten erstreckt.

## Infrastruktur
Insgesamt ist die Infrastruktur in der Region nur unzureichend ausgebaut, das Binnendelta des Murgab ist auf Grund der vergleichsweise hohen Einwohnerzahl und Bevölkerungsdichte aber an das nationale Fernstraßennetz angebunden. Die Fernstraße A388 verläuft von Mary über Ýolöten bis zur turkmenisch-afghanischen Grenze und darüber hinaus nach Herat. Ab Ýolöten kann über die A388 die Fernstraße M37 in Mary erreicht werden, die die wichtigste Ost-West-Verbindung in Turkmenistan darstellt. In Ýolöten wurde zudem bereits im Jahr 1910 ein Staudamm am Fluss Murgab errichtet, der bis zu 70 Millionen Kubikmeter Wasser aufstauen kann. Im Sommer 2020 kam es nach dem Bruch eines Staudamms zu Überschwemmungen in der Region, die auch Dörfer im Distrikt Ýolöten trafen, die Stadt selbst war nicht betroffen.

## Wirtschaft
Ýolöten ist insbesondere als ein Zentrum der turkmenischen Erdgasindustrie bekannt. Durch die Entdeckung des Gasfelds Galkynysch im Jahr 2006, das auch als Süd-Ýolöten-Gasfeld bekannt ist, erregte die Region internationale Aufmerksamkeit. Nach Angaben der turkmenischen Regierung aus dem Jahr 2011 handelt es sich bei dem Gasfeld um das zweitgrößte bekannte Erdgasvorkommen auf der Welt. Das Gasfeld wurde in Zusammenarbeit mit der China National Petroleum Corporation erschlossen und wird seit 2013 ausgebeutet. Das Erdgas wird insbesondere in die Volksrepublik China exportiert, zukünftig soll über die Turkmenistan-Afghanistan-Pakistan-Pipeline auch ein Export nach Südasien möglich sein.
Neben dem Erdgassektor wird in der Umgebung von Ýolöten am Murgab und den von ihm gespeisten Kanälen auch Landwirtschaft betrieben, dabei nimmt der Anbau von Baumwolle eine bedeutende Rolle ein.